# George Elliott
George Washington Elliott, né le 7 janvier 1889 à Sunderland et mort le 27 novembre 1948,) est un joueur et entraîneur de football anglais.

## Biographie
Fils d'un capitaine de bateau en mer, il fréquente l'école de Middlesbrough High School. Bien que son père veut qu'il aille à l'université de Cambridge, il se lance dans le sport de haut niveau. Il pratique la boxe au départ, et commence à jouer au football avec les Redcar Crusaders puis les South Bank avec qui il remporte la Northern League en 1908.
Le 3 mai 1909, il signe à Middlesbrough et joue ses premiers matchs en tant qu'ailier droit, avant de passer avant-centre. Il joue également trois matchs avec l'Angleterre.
Il est le meilleur buteur du championnat d'Angleterre durant la saison 1913-14 avec 31 buts, et tient le record du plus grand nombre de buts en un seul match, 11 avec la réserve, lors d'une victoire 14-1 contre Houghton Rovers. Il est le meilleur buteur du club pendant sept saisons qu'il passe avec Middlesbrough FC.
Durant la Première Guerre mondiale, il joue à Bradford, à Fulham et au Celtic.
Son dernier match est contre Southampton lors de la saison 1924-25. Après sa retraite, il travaille en tant que super-intendant sur les docks de Middlesbrough. Il a joué au total 365 matchs pour Middlesbrough, et inscrit 213 buts.

## Palmarès
Middlesbrough FC
- Meilleur buteur du Championnat d'Angleterre de football (1) :
  - 1914: 32 buts.